# Diócesis de Skálholt
La diócesis de Skálholt (en latín: Dioecesis Skalholtensis y en danés: Skálholt Stift) fue una circunscripción eclesiástica de la Iglesia católica en Islandia. Se trataba de una diócesis latina, sufragánea de la arquidiócesis de Nidaros. Pasó al luteranismo en julio de 1542 y fue suprimida de hecho al ser ejecutado su administrador el 7 de noviembre de 1550 y restaurada como sede titular el 19 de diciembre de 1968. Desde el 3 de septiembre de 2019 su arzobispo titular a título personal es Antoine Camilleri.

## Territorio y organización
La diócesis extendía su jurisdicción sobre los fieles católicos de rito latino residentes en la parte meridional de Islandia, que al momento de la supresión de la diócesis era parte del Reino de Dinamarca y Noruega. Desde el 18 de octubre de 1968 el área es parte de la diócesis de Reikiavik.
La sede de la diócesis se encontraba en el pueblo de Skálholt, hoy en el municipio de Bláskógabyggð en la región Suðurland, en donde se hallaba la Catedral de San Pedro Apóstol (hoy en su lugar hay una iglesia perteneciente a la Iglesia nacional de Islandia, que lleva el nombre de Catedral de Skálholt).

## Historia

### Diócesis antigua
Los primeros cristianos llegaron a Islandia con la colonización de la isla durante los siglos IX y X. A partir de 980 varios misioneros visitaron la isla. El primero fue un islandés que regresó a su país después de un viaje al extranjero, Thorvaldur Kodransson, acompañado de un obispo alemán de nombre Fridrek, pero su intento no tuvo éxito. Tras llegar en 995 al trono el rey Olaf I de Noruega (que se había convertido al cristianismo un año antes) redobló esfuerzos para cristianizar a Islandia por la fuerza y envió como misionero a Stefnir Þórgilsson, quien destruyó representaciones y santuarios sagrados, lo que lo llevó a ser tan impopular que fue declarado forajido. Luego Olaf envió a Thangbrand, quien permaneció en la isla entre 997 y 999. El rey Olaf tomó medidas coercitivas y logró que el Alþing de Islandia adoptara el cristianismo en el año 1000, de acuerdo a las sagas de los islandeses.
La diócesis fue erigida en 1056. El año anterior, el 4 de junio de 1055, se consagró en Bremen el primer obispo para la diócesis, Ísleifur Gissurarson. Instaló la residencia episcopal en la granja familiar de Skálholt y fundó allí una escuela.
El segundo obispo, Gissur Ísleifsson, consagró el 5 de julio de 1080 la catedral dedicada a San Pedro Apóstol, de la cual no quedan restos.
En 1106 cedió una porción de su territorio para la erección de la diócesis de Hólar, en la parte norte de la isla.
Originalmente, la diócesis era sufragánea de la arquidiócesis de Hamburgo-Bremen. En 1104 pasó a formar parte de la provincia eclesiástica de la arquidiócesis de Lund y en 1152 de la arquidiócesis de Nidaros.

### Introducción de la Reforma
El 2 de setiembre de 1537 el rey Cristián III de Dinamarca firmó el Ordinatio ecclesiastica regnorum Daniae et Norwegiae et ducatuum Slesvicencis, Holtsatiae etc. etc., por el que en Dinamarca las diócesis fueron convertidas en superintendencias luteranas, deponiendo formalmente a los obispos católicos. En 1538, cuando el decreto real de la nueva ordenanza de la Iglesia llegó a Islandia, fue rechazado por los obispos católicos. En 1539 el rey envió un nuevo gobernador a Islandia, Klaus von Mervitz, con el mandato de introducir la Reforma y tomar posesión de la propiedad de la Iglesia.
En 1539 el obispo Ögmundur de Skálholt, que ya estaba casi ciego, nombró como su sucesor a Gissur Einarsson, quien fue consagrado obispo coadjutor y fue confirmado por el rey en 1540, pero cuando se evidenció luterano entró en conflicto con Pálsson y el rey envió tropas bajo el mando de Christoffer Huitfeldt que desembarcaron en Islandia y arrestaron a Ögmundur el 2 de junio de 1541. Ögmundur falleció cuando viajaba prisionero en barco hacia Dinamarca en julio de 1542. Gissur Einarsson fue nombrado formalmente obispo de la Iglesia del Pueblo Danés en 1542 y quedó libre de introducir reformas religiosas luteranas sin oposición en Islandia, pero no logró el progreso que había esperado. No todos los islandeses estaban contentos con las reformas y la sede de Hólar siguió siendo firmemente católica.
El obispo Jón Arason de Hólar resistió la conversión forzada y se negó a aplicar la Reforma. El rey danés y sus emisarios no tomaron medidas inmediatamente contra el obispo Arason, que todavía controlaba su sede. En los años siguientes Islandia permaneció dividida entre protestantes y católicos, pero Einarsson y Arason mantuvieron la paz.
Cuando el obispo luterano de Skálholt, Gissur Einarsson, murió el 24 de marzo de 1548, Jón Arason emitió una carta el 21 de abril por la que asumía la administración de la diócesis de Hólar y cabalgó hasta Skálholt para ocuparla y supervisar la elección de un nuevo obispo. Sin embargo, la gente de Skálholt estaba preparada para el ataque y, tras un asedio de cinco días, Arason se vio obligado a marcharse. Arason promovió la elección del abad de Þykkvabær Sigvarður Halldórsson como obispo de Skálholt y lo envió a Dinamarca para ser consagrado. Esta propuesta fue rechazada y Halldórsson murió en 1550, después de adoptar el luteranismo. A su vez el 7 de abril de 1549 Marteinn Einarsson fue ordenado en Dinamarca como obispo evangélico de Skálholt y enviado de regreso a Islandia por el rey danés. Allí, sin embargo, cayó en manos enemigas en 1549, Björn Jónsson y Ari Jónsson, los hijos de Jón Arason, lo mantuvieron preso durante aproximadamente un año. 
Y en la primavera de 1550 Jón Arason fue a Skálholt, hizo exhumar el cuerpo del obispo Einarsson y lo expulsó como hereje. En verano fue al Alþingi (parlamento de Islandia) y consiguió que se aprobara que los islandeses volvieran a adoptar el catolicismo. Con sus hijos hizo arrestar a muchos de los principales líderes luteranos, obligándolos a regresar al catolicismo o expulsándolos del país y mantuvo el control de gran parte de Islandia. El rey no toleró esto y envió tropas a capturarlos. Cuando Arason intentó capturar Dalasýsla se produjo la Batalla de Sauðafell, tras la que fue capturado y ejecutado por decapitación sin juicio el 7 de noviembre de 1550, junto con sus hijos Ari y Björn.
El obispo luterano Marteinn Einarsson fue liberado y se hizo cargo de la diócesis de Skálholt, que quedó suprimida de hecho para la Iglesia católica. Parte de la población permaneció católica por un tiempo más antes de ser compelida a convertirse al luteranismo. En 1801 se abolió la diócesis luterana de Skálholt y la diócesis de Reykjavík se convirtió en la única sede episcopal luterana de Islandia. En 1909 se recreó como obispado asistente o sufragáneo (auxiliar) del obispo de Reykjavík.

### Diócesis titular
Desde 1968 Skálholt figura entre las diócesis titulares de la Iglesia católica. Desde el 3 de septiembre de 2019 su arzobispo titular a título personal es Antoine Camilleri, nuncio apostólico en Cuba.

## Episcopologio

### Obispos
- Ísleifur Gissurarson † (4 de junio de 1055-5 de julio de 1080 falleció)
- Gissur Ísleifsson † (4 de septiembre de 1082-1118 falleció)
- Þorlákur Runólfsson † (28 de abril de 1118-31 de enero de 1133 falleció)
- Magnús Einarsson † (28 de octubre de 1134-30 de septiembre de 1148 falleció)
- Klængur Þorsteinsson † (6 de abril de 1152-28 de febrero de 1176 falleció)
- San Þorlákur Þórhallsson † (2 de julio de 1178-23 de diciembre de 1193 falleció)
- Páll Jónsson † (23 de abril de 1195-29 de noviembre de 1211 falleció)
- Magnús Gissurarson † (1216-14 de agosto de 1236 falleció)
- Sigvarður Þéttmarsson † (1238-1268 falleció)
- Árni Þorláksson † (30 de mayo de 1269-21 de abril de 1298 falleció)
- Árni Helgason † (25 de octubre de 1303-21 de enero de 1320 falleció)
- Jón Halldórsson, O.P. † (1 de agosto de 1322-2 de febrero de 1339 falleció)
- Jón Indriðason † (25 de julio de 1339-16 de marzo de 1341 falleció)
- Jón Sigurðsson † (1343-1 de junio de 1348 falleció)
- Gyrðir Ívarsson † (1349-1360 falleció)
- Thorar † (1363-1364 falleció)
- Oddgeir Þorsteinsson † (1366-15 de agosto de 1381 falleció)
- Mikael † (1383-?)
- Vilchin Hinriksson, O.P. † (1394-1406 falleció)
- Jón, O.S.B. † (14 de mayo de 1406-1413 falleció)
- Árni Ólafsson, C.R.S.A. † (10 de octubre de 1414-1426 falleció)
- Jón Gerreksson † (6 de marzo de 1426-18 de julio de 1433 falleció)
- Jón Vilhjálmsson † O.S.A. (5 de enero de 1435-?)
- Gozewijn Comhaer † (?-1448 falleció)
- Marcellus, O.F.M. † (15 de abril de 1448-1452/1460 falleció)
- Jón Stefánsson Krabbe † (1462-27 de febrero de 1465 falleció)
- Sveinn Pétursson † (1466-circa 1475 falleció)
- Magnús Eyjólfsson † (1477-circa 1490 falleció)
- Stefán Jónsson † (1491-16 de octubre de 1518 falleció)
- Ögmundur Pálsson † (28 de octubre de 1521-julio de 1542 falleció)
  - Jón Arason † (21 de abril de 1548-7 de noviembre de 1550 ejecutado) (administrador)[nota 2]

### Obispos titulares
- Johannes Baptist Hubert Theunissen, S.M.M. † (19 de diciembre de 1968-9 de abril de 1979 falleció)
- Alphonsus Maria Henricus Antonius Castermans † (15 de enero de 1982-21 de abril de 2008 falleció)
- Paul James Mason (23 de abril de 2016-9 de julio de 2018 nombrado ordinario militar de Gran Bretaña)
- Antoine Camilleri, desde el 3 de septiembre de 2019